# Lei è una brava pattinatrice Charlie Brown
Lei è una brava pattinatrice Charlie Brown (She's a Good Skate, Charlie Brown) è uno speciale televisivo d'animazione del 1980 diretto da Phil Roman. È il diciannovesimo speciale basato sui Peanuts di Charles M. Schulz.
Il film, trasmesso negli Stati Uniti su CBS il 25 febbraio 1980, ha ricevuto una nomination per un Premio Emmy. È stato distribuito in Italia in streaming su Apple TV+ come È una grande pattinatrice, Charlie Brown.

## Trama
Piperita Patty viene allenata da Snoopy per una competizione di pattinaggio di figura. Dovendosi svegliare ogni mattina alle quattro e mezza per allenarsi sul lago ghiacciato, Patty si addormenta sempre in classe.
Un giorno viene minacciata da un gruppo di bambini che vogliono giocare a hockey, ma Patty e Snoopy riescono a sistemarli facendoli cadere e scivolare via dal lago. Più tardi quel giorno, Patty viene invitata da Marcie a casa sua per una cioccolata calda con biscotti. Una volta lì, Patty nota che Marcie ha una macchina da cucire. Nonostante Marcie le spieghi che la macchina è di sua madre e che non sa cucire, Patty insiste affinché le realizzi un vestito per la competizione. Come previsto, il vestito di Marcie è un disastro, somigliando più a un poncho senza maniche. Snoopy risolve la situazione cucendo in pochi istanti un perfetto completo da pattinaggio. Tuttavia, Snoopy si rivela meno utile quando la bambina si lamenta per non avere un'acconciatura adatta, regalandole una ridicola parrucca rossa di capelli ricci che Patty si rifiuta di mettere.
Il giorno della competizione le prime due concorrenti cadono e ottengono punteggi bassi, ma la terza ottiene un ottimo punteggio. Poco prima che Patty inizi la sua esibizione, l'audiocassetta con la sua base musicale va in tilt nel registratore. Mentre Snoopy tenta di aggiustare il nastro, Patty si sforza di restare ferma in posa e i suoi amici temono che verrà squalificata. Il disastro viene evitato quando Woodstock inizia a fischiare davanti al microfono la canzone O mio babbino caro. Piperita Patty si esibisce e ottiene il punteggio più alto vincendo la gara.

## Produzione
Il film è basato su una serie di strisce del 1974. Nella storia originale il vestito di Patty viene cucito dalla madre di Marcie. Dopodiché Patty si reca nella bottega di barbiere del padre di Charlie Brown, che le taglia i capelli troppo corti scambiandola per un bambino. Patty decide di rimediare indossando una grossa parrucca riccia, mentre nello speciale la parrucca è un regalo di Snoopy che viene subito rifiutato. Nel finale originale Patty arriva alla competizione per scoprire che si tratta di una gara su pattini a rotelle. Non avendo soldi con cui ripagare Snoopy per le sue lezioni, gli regala la sua parrucca.

## Distribuzione

### Edizione italiana
Lo speciale è stato trasmesso in Italia da Canale 5 nel 1982. Il titolo letto dalla voce iniziale è Sei una brava pattinatrice, Piperita Patty. È stato poi ridoppiato per la trasmissione su Junior TV all'interno della serie The Charlie Brown and Snoopy Show, con il titolo È una grande pattinatrice, Charlie Brown. Un terzo doppiaggio è stato effettuato nel 2022 per la distribuzione in streaming su Apple TV+ come parte della serie I classici Peanuts.

### Doppiaggio
| Personaggio    | Doppiatore originale | Doppiatore italiano (1982) | Doppiatore italiano (anni 90) | Doppiatore italiano (2022) |
| -------------- | -------------------- | -------------------------- | ----------------------------- | -------------------------- |
| Piperita Patty | Patricia Patts       | Laura Merli                | Francesca Vettori             | Ilaria Pellicone           |
| Marcie         | Casey Carslon        | Milena Albieri             |                               | Bianca Demofonti           |
| Charlie Brown  | Arrin Skelley        | Daniela Fava               | Martino Consoli               | Arturo Sorino              |
| Snoopy         | Bill Melendez        | Bill Melendez              | Bill Melendez                 | Bill Melendez              |
| Woodstock      | Bill Melendez        | Bill Melendez              | Bill Melendez                 | Bill Melendez              |
| Maestra        | Debbie Muller        |                            |                               |                            |
| Negoziante     | Debbie Muller        |                            |                               |                            |
| Linus Van Pelt | Daniel Anderson      | Lisa Mazzotti              | Renata Bertolas               | Leonardo Cococcia          |
| Lucy Van Pelt  | Laura Planting       | Graziella Porta            | Renata Bertolas               | Sara Labidi                |
| Annunciatore   | Scott Beach          | Silverio Pisu              |                               |                            |

### Edizioni home video
Il cortometraggio è stato distribuito in VHS con il primo doppiaggio nel 1986 dalla Multivision, con il titolo Lei è una brava pattinatrice Charlie Brown.

## Riconoscimenti
1980 – Primetime Emmy Awards
- Nomination Outstanding Animated Program a Lee Mendelson e Bill Melendez